# Jindřichovický hřeben

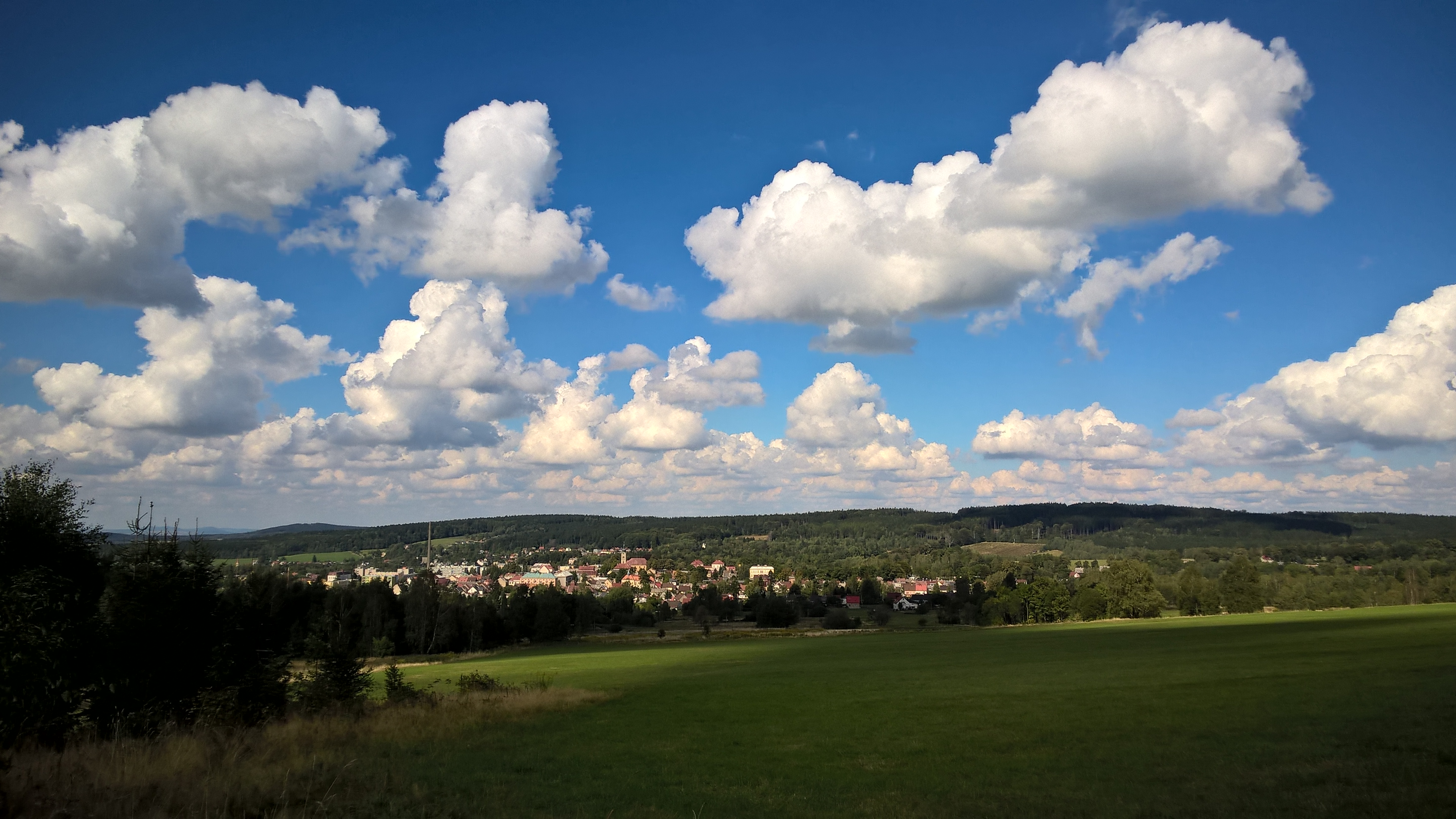
Jindřichovický hřeben zdvihající se nad Novým Městem pod Smrkem

Jindřichovický hřeben (dle geomorfologického členění hřbet) je geomorfologický podokrsek patřící do Frýdlantské pahorkatiny ve Frýdlantském výběžku na severu České republiky.

## Lokalizace
Rozkládá se v oblasti vymezené Jindřichovicemi pod Smrkem na severu, Świeradów-Zdrój na východě, Novým Městem pod Smrkem z jižní strany a ze západu Dolní a Horní Řasnicí. Nejvyšším místem Jindřichovického hřebenu je Andělský vrch (573 m n. m.). Samotný hřeben je ale někdy považován za nejsevernější část Jizerských hor.

## Turistika a sport
Skrz hřeben je vedena zeleně značená turistická trasa spojující Nové Město pod Smrkem přes rozcestník „Pod Hřebenáčem“ s Jindřichovicemi pod Smrkem. Současně tudy vede i cyklotrasa číslo 3006 a trasy Singltreku pod Smrkem. Nachází se tu též Rückertův pomníček upomínající na neštěstí z 24. listopadu 1874, kdy padající strom usmrtil revírníka Adolfa Rückerta.